# Ім Су Чон
Ім Су Чон (кор. 임수정) — південнокорейська акторка.

## Біографія
Ім Су Чон народилася 11 липня 1979 року у столиці Республіки Корея місті Сеул. Свою кар'єру вона розпочала у 2001 році вона дебютувала на телебаченні у четвертому сезоні підліткового серіалу «Школа». Популярність та перші нагороди акторці принесла головна роль у фільмі жахів «Історія двох сестер» режисера Кім Чжі Уна. Фільм став найкасовішим фільмом жахів Кореї та першим, що транслювався в кінотеатрах Сполучених Штатів. У наступному році Су Чон отримала головну роль у популярному романтичному серіалі «Пробач, я кохаю тебе», ця роль також принесла її численні нагороди[які?]. У наступні 13 років акторка знімалася лише в кіно, на телебачення вона повернулася лише у 2017 році зігравши одну з головних ролей у серіалі «Чиказька друкарська машинка». У листопаді 2018 року акторка погодилася на головну роль у серіалі «WWW», прем'єра якого відбудеться у першій половині 2019 року на телеканалі TvN.

## Фільмографія

### Телевізійні серіали
| Рік       | Назва                         | Роль       | Мережа |
| --------- | ----------------------------- | ---------- | ------ |
| 2001–2002 | «Школа» (4 сезон)             | О Хе Ра    | KBS2   |
| 2004      | «Пробач, я кохаю тебе»        | Сон Ин Чже | KBS2   |
| 2017      | «Чиказька друкарська машинка» | Чон Соль   | tvN    |
| 2019      | «Пошук: WWW»                  | Пе Та Мі   | tvN    |
| 2021      | «Меланхолія»                  | Чі Юн Су   | tvN    |

### Фільми
| Рік  | Назва                         | Роль                                   |            |
| ---- | ----------------------------- | -------------------------------------- | ---------- |
| 2002 | «Романтичний президент»       | Хан Йон Хї                             |            |
| 2003 | «Історія двох сестер»         | Пе Су Мі                               |            |
| 2003 | «...ing»                      | Кан Мін А                              |            |
| 2005 | «Сумний фільм»                | Ан Су Чон                              |            |
| 2006 | «Рафінад»                     | Кім Сі Ин                              |            |
| 2006 | Я — кіборг, але це нормально  | I'm a Cyborg, But That's OK}}          | Ча Йон Кун |
| 2007 | «Щастя»                       | Ин Хї                                  |            |
| 2009 | «Чон Ву Чі: Даоський майстер» | Со Ін Кьон                             |            |
| 2010 | «Знайти містера Долю»         | Со Чі У                                |            |
| 2011 | «То дощ, то сонце»            | жінка                                  |            |
| 2012 | «Все про мою дружину»         | Йон Чон Ін                             |            |
| 2015 | «Таємна спокуса»              | Чі Йон                                 |            |
| 2016 | «Ренегати часу»               | Юн Чон у 1983 році / Со Ин у 2015 році |            |
| 2017 | «Стіл»                        | Хьо Гьон                               |            |
| 2018 | «Матері»                      | Хьо Чжін                               |            |
| 2023 | «Одинокий в Сеулі»            | Чу Хьон Чжін                           |            |
| 2023 | «Павутиння»                   | Лі Мін Мі                              |            |

## Кліпи
- «I'm Sorry» (Кім Чан Хун[en], 2001 рік)
- «White Night» (Nell[en], 2012 рік)

## Нагороди
| Рік  | Нагорода                                       | Категорія                                            | Робота                       | Результат | Прим.  |
| ---- | ---------------------------------------------- | ---------------------------------------------------- | ---------------------------- | --------- | ------ |
| 2003 | 24-та Премія Блакитний дракон                  | Найкраща нова акторка                                | «Історія двох сестер»        | Перемога  | [ 3 ]  |
| 2003 | 2-а Корейська кінопремія                       | Найкраща нова акторка                                | «Історія двох сестер»        | Перемога  | [ 4 ]  |
| 2003 | 23-тя Премія Корейської асоціації кінокритиків | Найкраща нова акторка                                | «Історія двох сестер»        | Перемога  | [ 5 ]  |
| 2003 | 4-та Премія Пусанських кінокритиків            | Найкраща нова акторка                                | «Історія двох сестер»        | Перемога  | [ 6 ]  |
| 2003 | 6-та Режисерська премія                        | Найкраща нова акторка                                | «Історія двох сестер»        | Перемога  | [ 7 ]  |
| 2003 | 4-та Премія жінка у корейському кіно           | Найкраща нова акторка                                | «Історія двох сестер»        | Номінація |        |
| 2003 | Премія Cine 21                                 | Найкраща нова акторка                                | «Історія двох сестер»        | Перемога  | [ 8 ]  |
| 2003 | Фестиваль фільмів жаху Screamfest              | Найкраща акторка                                     | «Історія двох сестер»        | Перемога  | [ 9 ]  |
| 2004 | 24-й Кінофестиваль Фанташпорту                 | Найкраща акторка в міжнародному фантастичному фільмі | «Історія двох сестер»        | Перемога  | [ 10 ] |
| 2004 | 41-а Премія Grand Bell                         | Найкраща нова акторка                                | «Історія двох сестер»        | Номінація |        |
| 2004 | 18-та Премія KBS драма                         | Найкраща нова акторка                                | «Пробач, я кохаю тебе»       | Перемога  |        |
| 2004 | 18-та Премія KBS драма                         | Нагорода Netizen                                     | «Пробач, я кохаю тебе»       | Перемога  |        |
| 2004 | 18-та Премія KBS драма                         | Нагорода за популярність                             | «Пробач, я кохаю тебе»       | Перемога  |        |
| 2004 | 18-та Премія KBS драма                         | Найкраща пара разом з Со Чі Сопом                    | «Пробач, я кохаю тебе»       | Перемога  |        |
| 2005 | 41-а Премія мистецтв Пексан                    | Найкраща нова акторка телебачення                    | «Пробач, я кохаю тебе»       | Номінація |        |
| 2006 | 2-га Премія Висхідна зірка журналу Premiere    | Найкраща акторка                                     | «Рафінад»                    | Перемога  |        |
| 2006 | 27-ма Кінопремія Блакитний дракон              | Найкраща акторка                                     | «Рафінад»                    | Номінація |        |
| 2007 | 1-а Азійська кінопремія                        | Найкраща акторка азійського кіно                     | «Я кіборг, але це нормально» | Номінація |        |
| 2007 | 43-тя Премія мистецтв Пексан                   | Найкраща кіноакторка                                 | «Я кіборг, але це нормально» | Номінація |        |
| 2007 | 28-ма Кінопремія Блакитний дракон              | Найкраща акторка                                     | «Щастя»                      | Номінація |        |
| 2008 | 44-та Премія мистецтв Пексан                   | Найкраща кіноакторка                                 | «Щастя»                      | Номінація |        |
| 2008 | 16-та Премія Chunsa Film Art                   | Найкраща акторка                                     | «Щастя»                      | Номінація |        |
| 2008 | 17-та Кінопремія Буїль                         | Найкраща акторка                                     | «Щастя»                      | Номінація |        |
| 2008 | 45-та Премія Великий дзвін                     | Найкраща акторка                                     | «Щастя»                      | Номінація |        |
| 2012 | 5-та Премія Ікона стилю                        | Ікона стилю                                          |                              | Перемога  | [ 11 ] |
| 2012 | 21-а Кінопремія Буїль                          | Найкраща акторка                                     | «Все про мою дружину»        | Номінація |        |
| 2012 | 55-й Азійсько-тихоокеанський кінофестиваль     | Найкраща акторка                                     | «Все про мою дружину»        | Номінація |        |
| 2012 | 49-та Премія Великий дзвін                     | Найкраща акторка                                     | «Все про мою дружину»        | Номінація |        |
| 2012 | 33-тя Кінопремія Блакитний дракон              | Найкраща акторка                                     | «Все про мою дружину»        | Перемога  |        |
| 2012 | 13-та Премія жінка у корейському кіно          | Найкраща акторка                                     | «Все про мою дружину»        | Перемога  |        |
| 2013 | 49-та Премія мистецтв Пексан                   | Найкраща кіноакторка                                 | «Все про мою дружину»        | Номінація |        |
| 2019 | 12-та Премія корейської драми                  | Нагорода за майстерність (акторка)                   | «Пошук: WWW»                 | Номінація |        |